# Bruche (rivière)
Pour les articles homonymes, voir Bruche.
La Bruche est une rivière née dans les Vosges, au pied du Climont, à 662 m d'altitude. Elle conflue en rive gauche avec l'Ill à la lisière de Strasbourg, à 135 m d'altitude et est par corollaire un sous-affluent du Rhin.

## Géographie
Rapide en amont de Schirmeck, sa pente s'amoindrit ensuite, pour devenir infime et paresseuse de Mutzig à Strasbourg. La rivière traverse le sud-ouest du département du Bas-Rhin sur 76,8 km, d'abord en direction sud-nord, puis en s'infléchissant vers l'est. Sa vallée supérieure, en amont d'Urmatt, est nettement dessinée, à la lisière des Vosges cristallines et gréseuses. La vallée moyenne, jusqu'à Mutzig, se révèle de topographie plus confuse. La basse vallée aux limites mal définies, avec des chenaux secondaires abandonnés et une vaste zone d'inondation, se confond avec la plaine : c'est là, notamment, que s'étend l'aéroport de Strasbourg-Entzheim.
De tous les affluents de l'Ill, la Bruche semble le plus constant dans son débit, mais elle connaît cependant de nettes variations de débit et des crues (les débits les plus importants sont généralement enregistrés en février).

### Étymologie
L'origine du nom Bruche est sans doute gallo-romaine plutôt que germanique comme on le présente habituellement. On trouve sa forme latinisée dans Bruxua ou Bruscua. Cette dénomination se traduit par Breusch en allemand moderne, et par Brisch en dialecte alsacien (Brischdahl pour sa vallée).
En dialecte vosgien, la rivière se prononce Brur'hine, avec un  son « h » guttural, comme en allemand. C'est cette forme que consigne le pasteur Jean Georges Stuber vers 1752 pour décrire la rivière. À cette époque, ce natif de Strasbourg est encore pasteur à la paroisse de Waldersbach au Ban de la Roche.

### Le cours de la Bruche

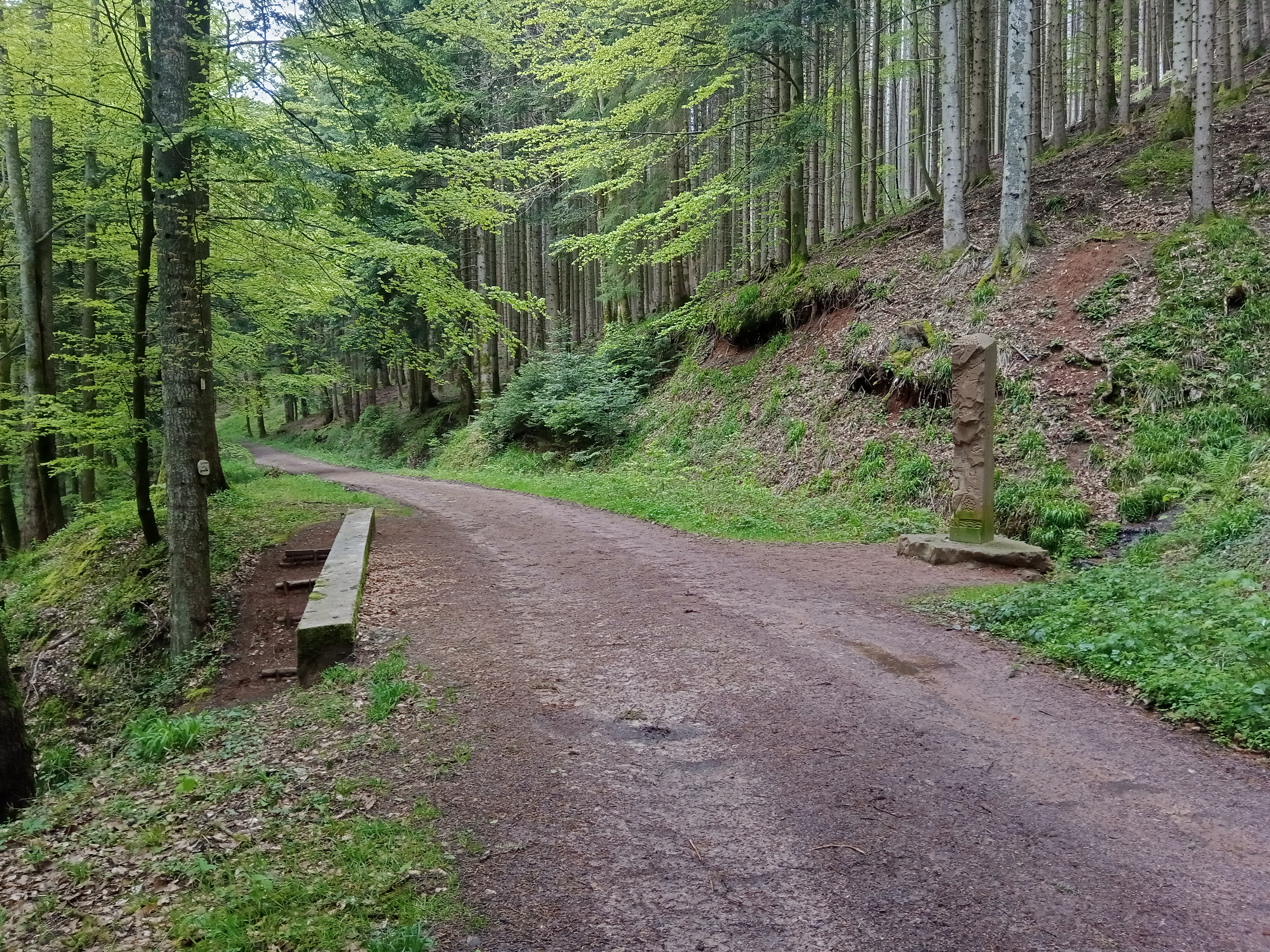
La source de la Bruche à Urbeis au pied du Climont.

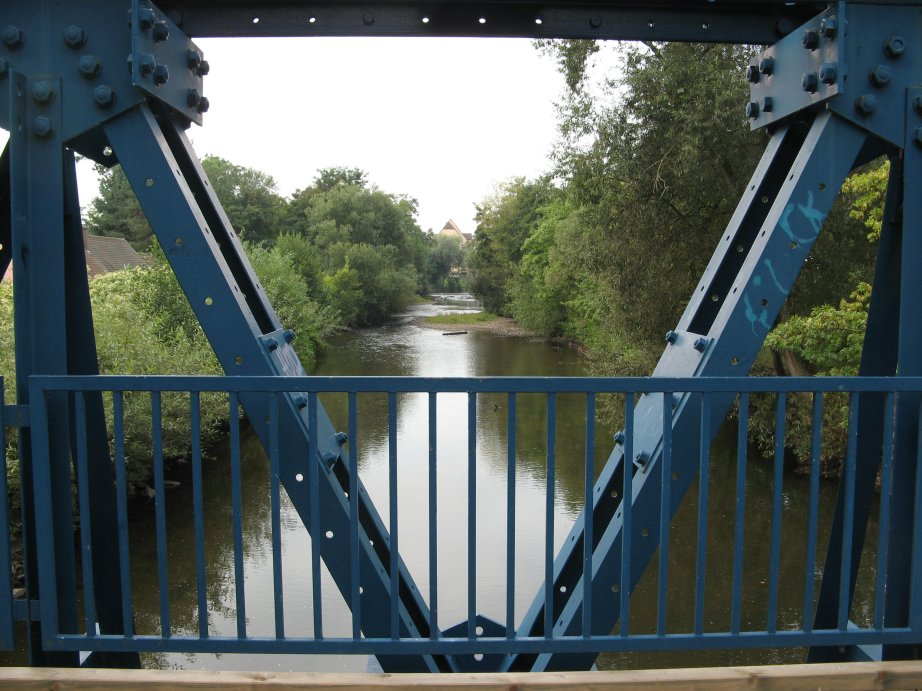
Molsheim : la Bruche vue de l'ancienne passerelle Mistler.

La Bruche prend sa source sur le territoire de la commune d'Urbeis en limite de celui de Bourg-Bruche, sur le versant occidental du Climont surplombant le vallon de Hang. Elle se dirige d'abord vers le nord-nord-est par une vallée souvent étroite où la voie ferrée et la route départementale doivent emprunter de nombreux ponts.

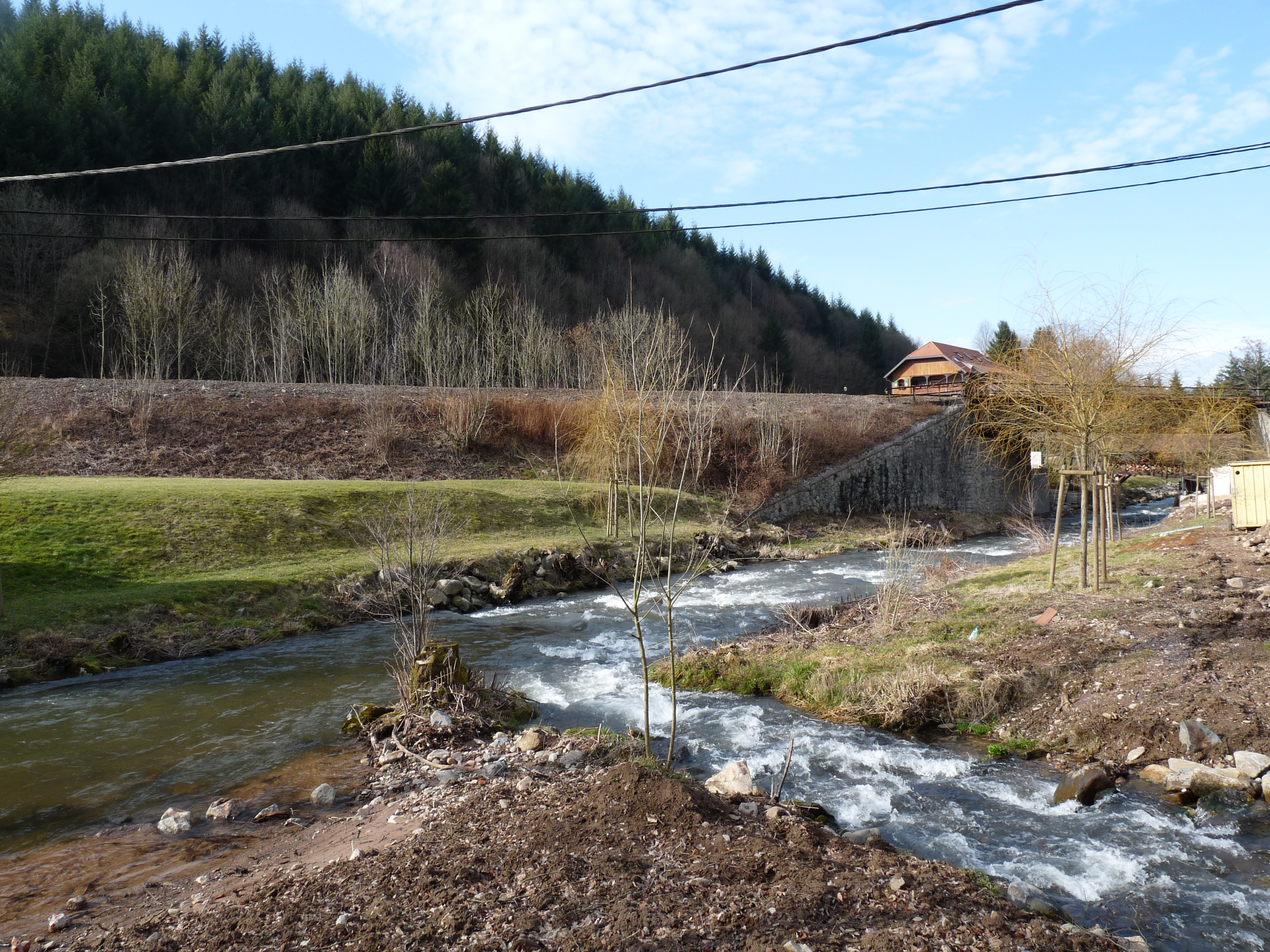
Devant-Fouday (commune de Plaine au fond, de Fouday au premier plan) : la Bruche alimentée par la Chirgoutte (à droite). Photo prise pendant les aménagements d'un parc mi-privé, mi- public s'étendant surtout sur la rive droite de la rivière encore torrentielle.

Long bassin-versant montagnard, la vallée supérieure est dénommée Val de Bruche ou, plus souvent maintenant, Haute-Bruche. Le cours de la rivière a été ici et là rectifié, par des remblaiements et des endiguements, voire par un petit détournement (lors du tracé de la voie express). Dans la partie amont, de petits barrages et des canaux de dérivation rappellent les fabriques de la grande époque du textile vosgien.
Après Schirmeck, la vallée oblique vers l'est et s'évase.
La rivière traverse Mutzig, cité après laquelle sa vallée s'élargit considérablement, perdant son contour visible, et Molsheim. Entre Molsheim et Entzheim, le « bras d'Altorf », jadis surnommé « Vieille Bruche », de faible débit, rappelle les nombreux chenaux d'autrefois.
La Bruche se jette dans l'Ill à Strasbourg au lieu-dit du Gliesberg (faubourg de la Montagne-Verte).
Sur une grande partie de son cours, la Bruche est assez rapide et on y trouve un oiseau bien particulier, le cincle plongeur.
En aval de Avolsheim, au lieu-dit « le Canal », se trouve un barrage. Ce barrage est un élément essentiel pour l'alimentation du canal de la Bruche qui coule en parallèle de la Bruche jusqu'à Strasbourg. Ce barrage constituant une barrière empêchant les saumons de remonter la Bruche, une passe à poissons (Échelle à poissons) a été créée fin 2010.

## Affluents
- La Moussière
- L’Evreuil
- Le Grandroué
- Le Nau
- La Climontaine
- Ruisseau de Champenay
- La Schirgoutte ou Chirgoutte
- Ruisseau des Evaux
- Ruisseau de la Besotte
- La Rothaine
- Ruisseau d’Albet
- Le Framont
- Le Barembach
- Le Tommelsbach
- Ruisseau de Russ
- Le Netzenbach
- Le Schwartzbach
- Le Muhlbach
- L’Eimerbaechel
- Le Soultzbach
- Le Grendelbach
- La Hasel
- La Magel
- Le Stillbach
- La Mossig
- Le Muehlbach

### Le canal de la Bruche

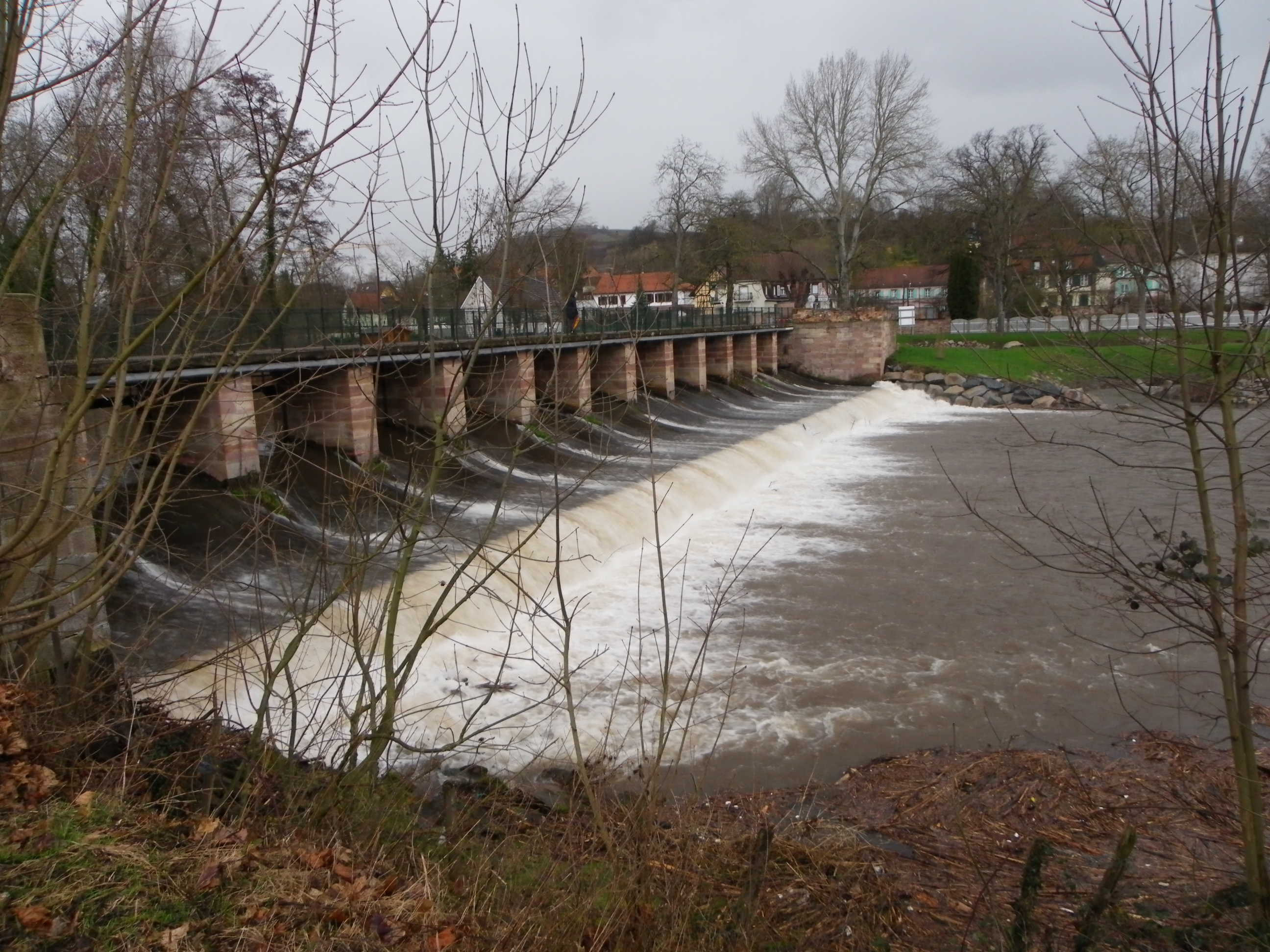
Le barrage de régulation sur le Bruche à Avolsheim.

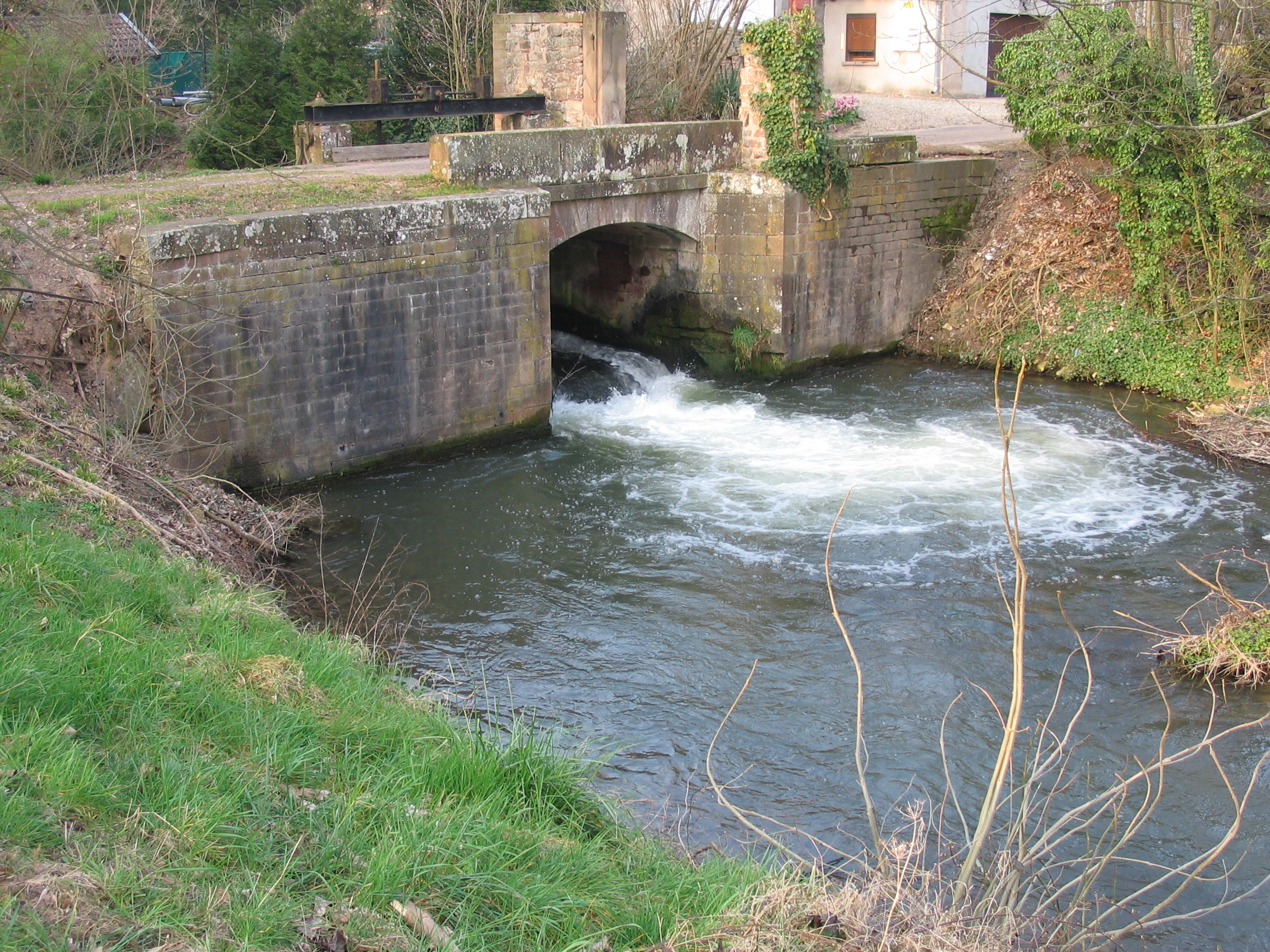
Le début du canal de la Bruche à Wolxheim.

En aval de Molsheim, à Wolxheim-le Canal (village bâti pour loger les ouvriers employés dans les carrières de grès de Soultz-les-Bains), une partie de l'eau de la rivière alimente le canal de la Bruche traversant d'ouest en est une partie de la plaine d'Alsace jusqu'à Strasbourg. Ce canal, dont la construction a été décidée peu après la capitulation de Strasbourg fin septembre 1681, a été mis en fonction mi-août 1682. Il est l'œuvre de Vauban qui en acheva les travaux en deux ans. Louis XIV emprunta la digue du canal de la Bruche lors d'une visite d'inspection des fortifications de la ville de Strasbourg, le 29 juin 1683.
D'une longueur de 19,78 km, ponctué de 11 écluses compensant un dénivelé de 29 m, il a permis d'apporter à Strasbourg les pierres de grès des Vosges extraites dans les carrières de Soultz-les-Bains. Ces pierres étaient  nécessaires à la construction de la citadelle de la ville qui devait défendre la nouvelle frontière du royaume sur le Rhin. Des milliers de soldats français et de paysans locaux réquisitionnés dans les villages environnants furent employés au creusement du lit du canal et à la réalisation des systèmes d'écluses. Le canal permit aussi la création de nombreuses dérivations pour alimenter des moulins ou irriguer certaines terres. L'aménagement simultané de la rivière a aussi rendu plus efficace le flottage du bois. Le canal a été utilisé jusqu'en 1939 pour le transport du vin, du bois, des pierres et aussi celui des briques et tuiles provenant des fabriques d'Achenheim et de Hangenbieten.
Certains ponts bombardés au cours de la Seconde Guerre mondiale ont été reconstruits trop bas, empêchant la navigation. L'ancien chemin de halage a été aménagé en véloroute transfrontalière (Molsheim - Strasbourg - Offenbourg/Allemagne) et fait partie de l'EuroVelo 5. Il est très fréquenté par les promeneurs citadins, qui y côtoient de nombreux pêcheurs. La propriété et la gestion du canal ont, depuis 2008, été transférés au Conseil départemental du Bas-Rhin.

### Haute-Bruche
On appelle communément Haute-Bruche le bassin de la Bruche en amont de Lutzelhouse - Muhlbach-sur-Bruche, que remontent la route départementale D 420 et la voie ferrée (TER Strasbourg - Saint-Dié). Cette petite région jadis vouée à l'industrie textile, maintenant résidentielle et touristique, accueille quelques industries et artisanats d'importance. 
Une partie des habitants de la Haute-Bruche, notamment sur le Ban de la Roche, parlait le welsche, ou welche, patois proche du dialecte roman de la Lorraine voisine.

### Vallée en BD
Tirant parti de la géographie du lieu, l'auteur de BD Jacques Martin, né à Strasbourg, a fait de la vallée de la Bruche le théâtre de certaines aventures de son héros Guy Lefranc.

### Vallée sur CD
Un cédérom interactif édité par la communauté de communes de la Vallée de la Bruche (2005) présente les nombreuses actions paysagères conduites depuis une vingtaine d'années. Il explique les paysages marqués par la Bruche et ses affluents sur le territoire concerné.

## Hydrologie
La Bruche a un module de 8,11 m3/s à la station A2860110 de Holtzheim , à 144 m d'altitude, pour un bassin versant de 680 km2.

## Bibliographie

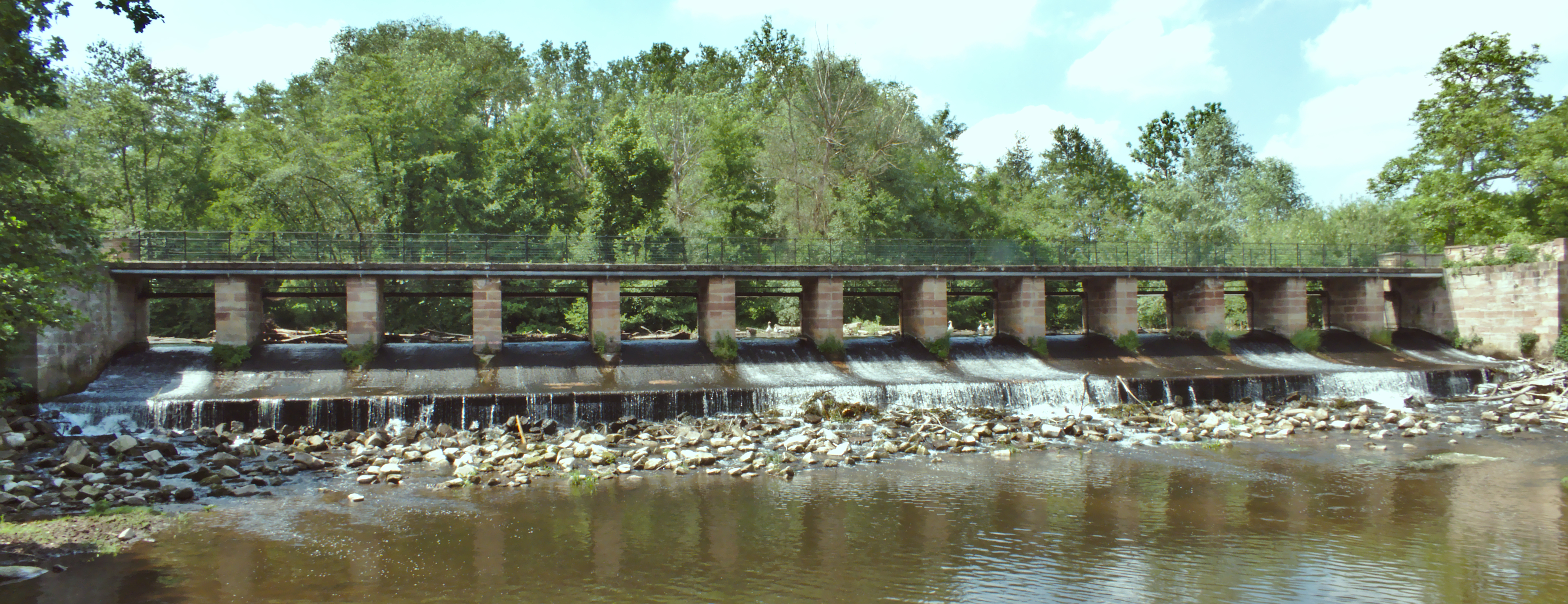
Grand vannage (ancien nom) de régulation de la Bruche pour permettre une alimentation constante du canal de la Bruche à Avolsheim.

## Liens externes

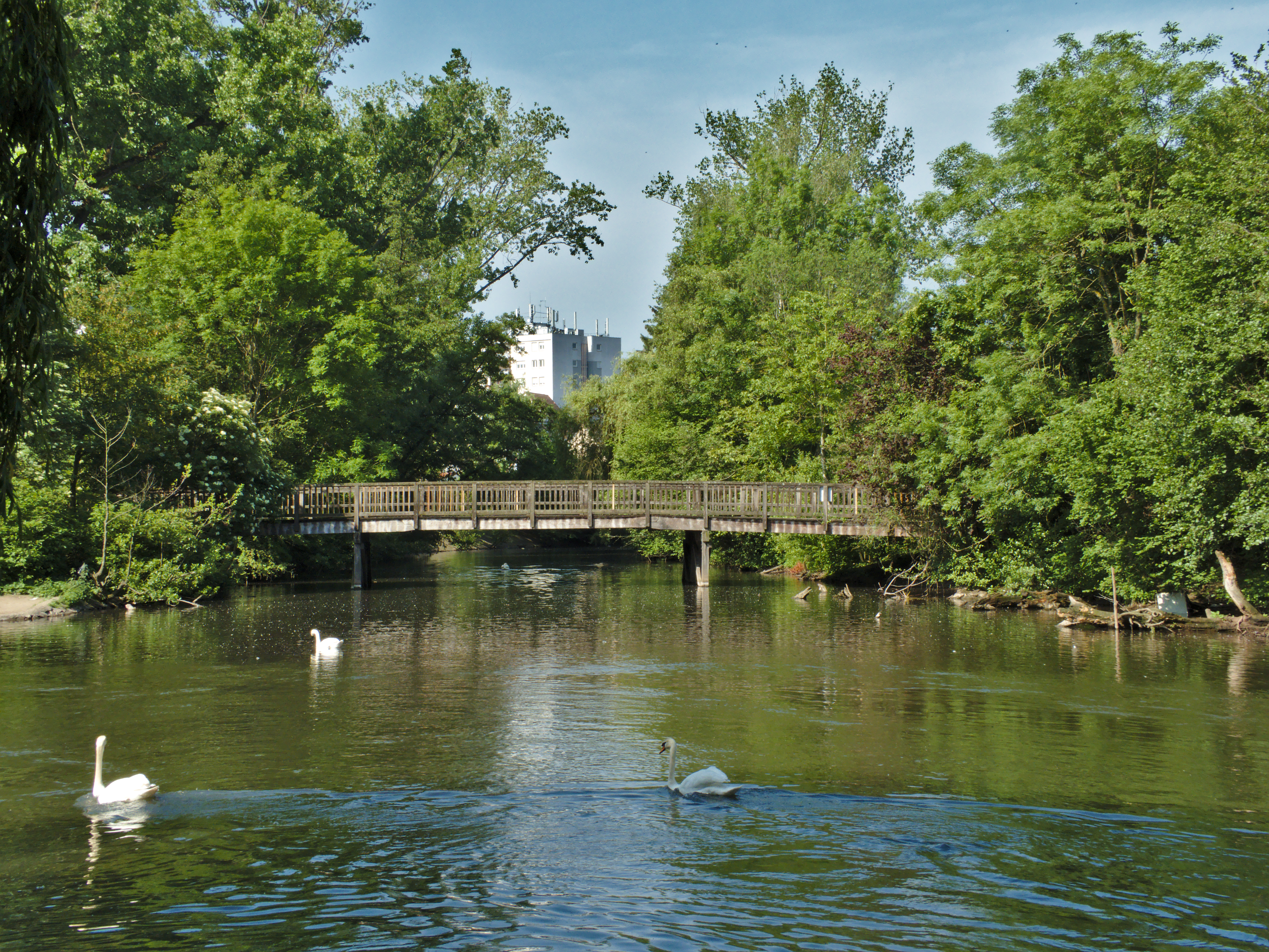
Confluence Bruche Ill à Strasbourg.